# Pseudothyestes flavolineata
Pseudothyestes flavolineata är en skalbaggsart som beskrevs av Stefan von Breuning 1980. Pseudothyestes flavolineata ingår i släktet Pseudothyestes och familjen långhorningar.
Artens utbredningsområde är Filippinerna. Inga underarter finns listade i Catalogue of Life.